# Yamazaki Hōdai

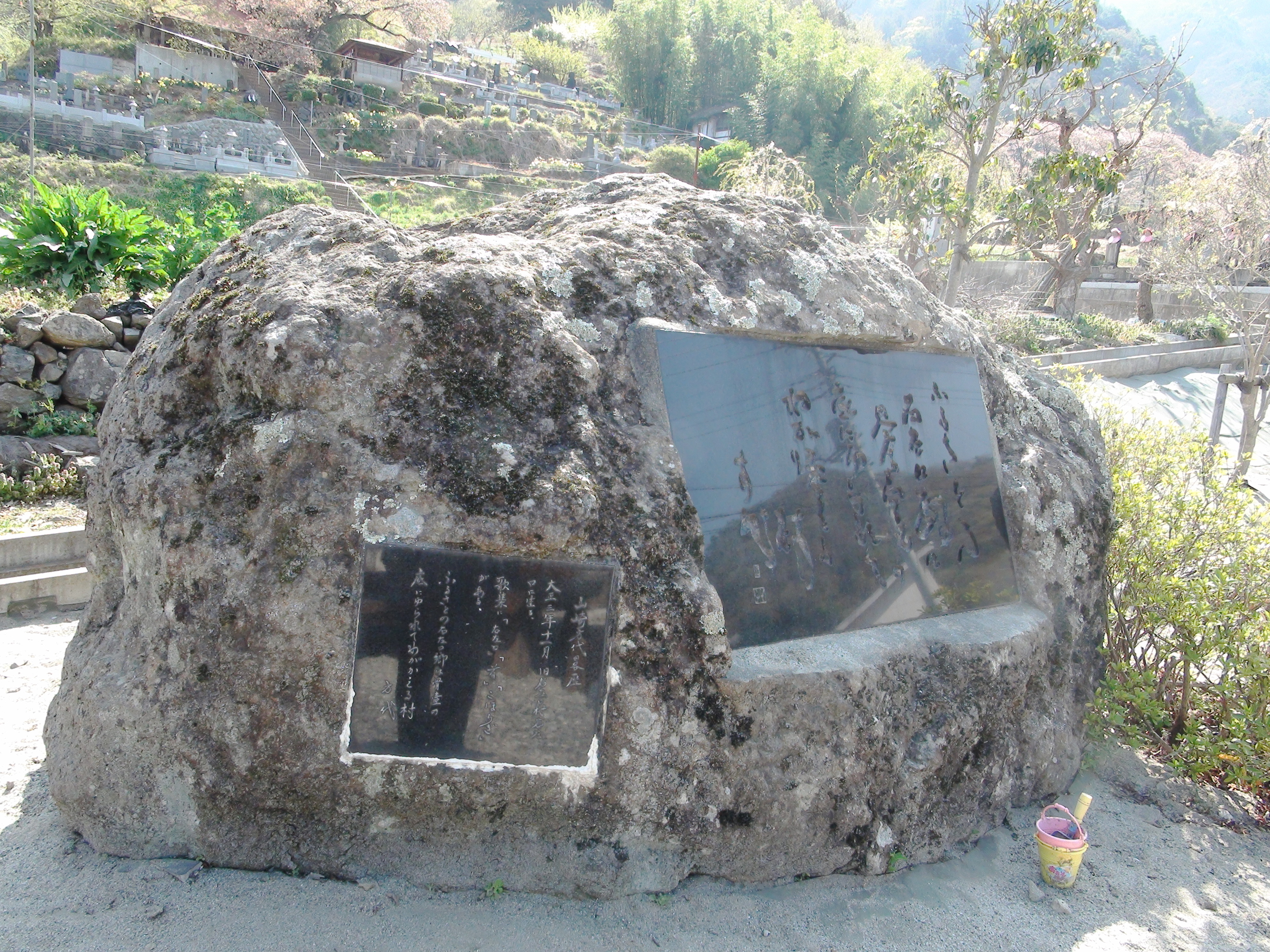
Monumento conmemorativo del lugar de nacimiento de Yamazaki Hodai.

Hōdai Yamazaki (en japonés, 山崎方代, Kofu, 1 de noviembre de 1914-Kamakura, 19 de agosto de 1985) fue un escritor japonés tanka de la era Shōwa conocido por el uso del lenguaje coloquial.

## Primeros años
Hōdai nació en la Prefectura de Yamanashi y se interesó por la literatura desde la niñez comenzando a escribir tanka y cuentos para periódicos y revistas poco después de acabar la educación primaria. En 1939, se mudó a Yokohama y mientras vivía con su hermana autopublicó su primera antología en versión mimeográfica Banshō kuriawase ("A toda costa").
Hizo el servicio militar para el Ejército Imperial Japonés en 1941 y en 1943 en combate perdió la visión del ojo derecho resultando el izquierdo también afectado.

## Carrera literaria
Tras la Segunda Guerra Mundial, compendió sus actividades creativas financiándose una colección tanka, Hōdai, en 1955 que captó la atención del afamado poeta Yoshino Hideo, quien lo tomó como discípulo. En 1971, junto a Okabe Keiichiro y otros crearon la revista lieraria Kanshō ("Templado").
Otras de sus obras incluyen Ubaguchi, Korogi, Kashō, y una colección de ensayos, Aojiso no hana (Flor shiso). Falleció a los 70 años y hoy día una sociedad creada en su honor sigue publicando una revista sobre el estudio de su obra.
Hōdai vivió sus últimos años en Kamakura, en una habitación alquilada a un amigo propietario de un restaurante chino. Su tumba está en Kofu, Yamanashi, pero hay una piedra memorial en el templo de Zuisen-ji de Kamakura.